# Callopistria meridionalis
Callopistria meridionalis là một loài bướm đêm trong họ Noctuidae.